# Donald Pettit
Pour les articles homonymes, voir Pettit.
Donald Roy Pettit, né le 20 avril 1955 à Silverton, dans l'Oregon, est un astronaute américain.

## Biographie
Donald Roy Pettit obtient un doctorat en chimie à l'université de l'Arizona en 1983. Il occupe un poste de recherche au laboratoire national de Los Alamos au Nouveau-Mexique de 1984 à 1996. Il travaille sur plusieurs projets dont la fabrication de matériaux et l'étude de l'écoulement des fluides en gravité réduite par le biais d'expériences réalisées à bord d'un Boeing KC-135 de la NASA, la spectroscopie atmosphérique de nuages noctilumineux ensemencés par des fusées-sondes, un système de prélèvement d'échantillons de gaz des fumerolles volcaniques et l'étude de la physique des détonations. Il a été membre du Synthesis Group chargé en 1990 d'étudier les technologies nécessaires pour le retour de l'homme sur la Lune et l'exploration de Mars par une mission habitée. Il a également fait partie de l'équipe qui a refondu le projet de la station spatiale Freedom en 1993. Le docteur Petitt a été recruté dans le corps des astronautes de la NASA en avril 1996, dans le 16ème groupe américain.

## Missions réalisées

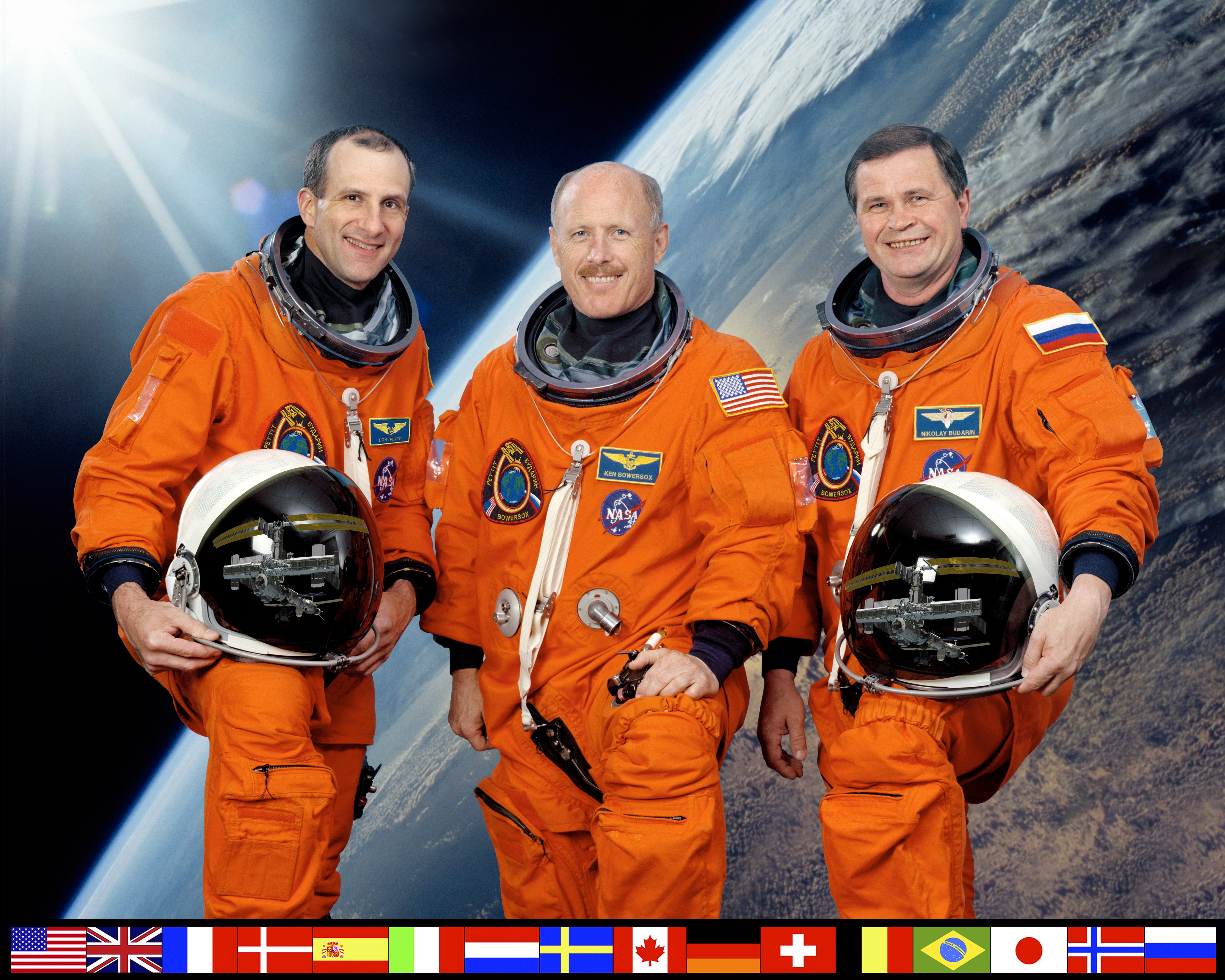
Expédition ISS 6.

Il réalise une mission à bord de la station spatiale internationale en tant que membre de l'Expédition 6. Il rejoignit l'ISS en s'envolant à bord de la navette spatiale (vol STS-113) le 23 novembre 2002 et rejoignit la terre à bord du vol Soyouz TMA-1 le 3 mai 2003.
Il participe à la mission Endeavour STS-126, lancée le 14 novembre 2008 et ayant comme objectif la livraison d'équipements permettant d'accroître la capacité d'accueil de la station spatiale internationale.
Il décolle à nouveau le 21 décembre 2011 à bord d'un vaisseau Soyouz (vol Soyouz TMA-03M) depuis le cosmodrome de Baïkonour, vers la Station spatiale internationale, avec le Russe Oleg Kononenko et le Néerlandais André Kuipers, en tant que membres de l'Expédition 30 (seconde partie) et de l’Expédition 31.
En 2023, il est nommé doublure de Tracy Caldwell-Dyson dans l'équipage du Soyouz MS-25. Il décolle finalement le 11 septembre 2024 à bord du Soyouz MS-26, avec les Russes Alexeï Ovtchinine et Ivan Vagner, pour participer à la fin de l'expédition 71 et à l'expédition 72, qui commence le 23 septembre sur l'ISS.

## Expériences de physique en impesanteur
Lors des expéditions 30 et 31 à bord de l’ISS, il réalise durant son temps libre des expériences de physique en impesanteur qu’il filme pour le site de vulgarisation Physics Central de la Société américaine de physique en une série vidéo intitulée “Science off the Sphere”.
Ces expériences concernent principalement le comportement des fluides (de l’eau, en l’occurrence) en impesanteur.

### Tasse à café en orbite
En novembre 2008, lors de la mission STS-126 dont il était membre, Donald Pettit invente et montre en condition réelle le fonctionnement de sa « tasse à café en orbite »,.
Il montre à nouveau l’efficacité de cette invention le 7 janvier 2012 (Noël russe) durant l’Expédition 30 dans l’épisode 2 de sa série vidéo “Science off the Sphere”.

### Vie privée
Il est marié et a deux enfants. Il aime la photographie et la natation.